# Pumpkinhead
Pumpkinhead is een Amerikaanse horrorfilm uit 1988 onder regie van Stan Winston. De film is het eerste deel in een serie van vier.

## Rolverdeling
| Acteur                  | Personage        |
| ----------------------- | ---------------- |
| Lance Henriksen         | Ed Harley        |
| Jeff East               | Chris            |
| John D'Aquino           | Joel             |
| Kimberly Ross           | Kim              |
| Joel Hoffman            | Steve            |
| Cynthia Bain            | Tracy            |
| Kerry Remsen            | Maggie           |
| Florence Schauffer      | Haggis           |
| Brian Bremer            | Bunt             |
| Buck Flower             | Mr. Wallace      |
| Mayim Bialik            | Wallace daughter |
| Matthew Hurley          | Billy Harley     |
| Lee DeBroux             | Tom Harley       |
| Madeleine Taylor Holmes | Old Hill Woman   |
| Tom Woodruff Jr.        | Pumpkinhead      |

## Opvolgers
Op Pumpkinhead volgde drie vervolgfilms:
- Pumpkinhead II: Blood Wings (1994)
- Pumpkinhead: Ashes to Ashes (2006)
- Pumpkinhead: Blood Feud (2007)